# Saint-Augustin-de-Woburn
Saint-Augustin-de-Woburn är en kommun av typen socken (municipalité de paroisse) i provinsen Québec i Kanada. Den ligger i regionen Estrie, i den sydöstra delen av landet, 400 km öster om huvudstaden Ottawa. Antalet invånare var 667 vid folkräkningen 2021. Landarean är 281 kvadratkilometer.